# Fahiten
Fahiten (Fahite, Fahita) ist ein osttimoresischer Ort im Suco Tibar (Verwaltungsamt Bazartete, Gemeinde Liquiçá).

## Geographie und Einrichtungen
Das Dorf liegt auf einer Meereshöhe von 558 m, an der Überlandstraße von Tibar nach Gleno, im Westen der Aldeia Mau-Soi. Östlich befindet sich der Ort Rihiu, südwestlich das Dorf Nasuto (Suco Ulmera).
In Fahiten steht eine Grundschule.